# Malaka (Reich)

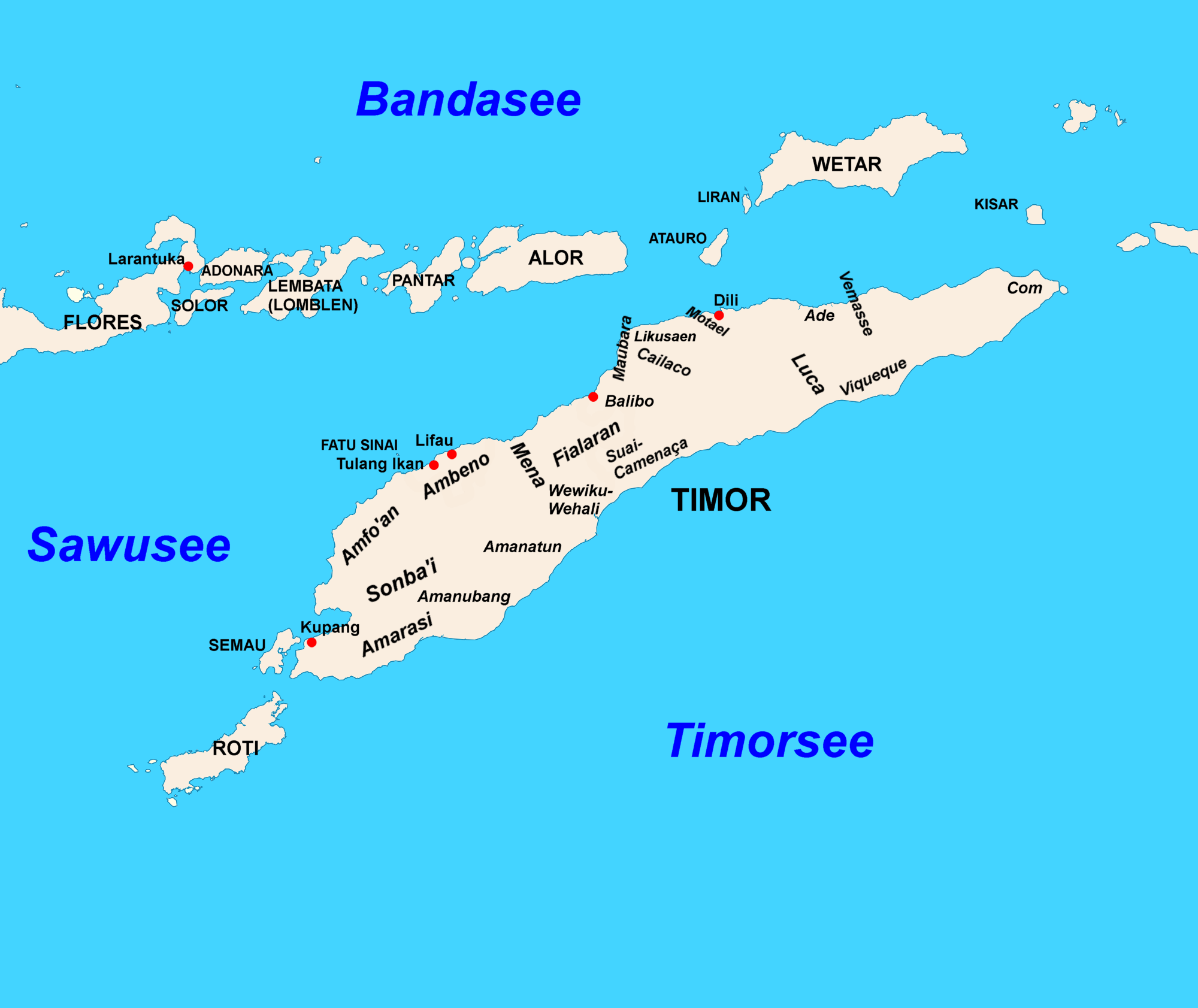
Timor im 17. und 18. Jahrhundert mit Wewiku und Wehale

Malaka war ein traditionelles Reich der Tetum im westlichen Zentrum der Insel Timor, das sein Zentrum im heutigen Regierungsbezirk Malaka des indonesischen Westtimors hatte. Der Herrscher trug den Titel eines Liurai. 1916 entstand es unter Liurai Tei Seran Ulu Baete aus dem Zusammenschluss von Wewiku und Wehale. 1930 ging es im Reich Belu auf. Das Territorium entsprach dann in etwa den heutigen Regierungsbezirken Belu und Malaka.
Das Königreich Malaka unterteilte sich in fünf Loro: Loro Lamaknen, Loro Bauho, Loro Dirma, Loro Lakekun und Loro Haitimuk.

## Herrscher von Malaka
Den folgenden Herrschern des Malaka-Königreichs wurde der Titel „Liurai“ verliehen:
1. Hoa Diak Malaka
2. Dasin Don Peur
3. Dasin Dinik Liurai
4. Dasin Neken Liurai
5. Dasin Bada Mataus
6. Dasin Don Alesu Fernandes
7. Dasin Liurai Muskita
8. Seran Tae Boboto Rui
9. Dasin Tei Seran
10. Dasin Tere Atok Liurai I
11. Dasin Tere Atok II
12. Tey Seran Ulu Baete (von Malaka 1917–1924; Liurai von Wehale)
13. Josef Seran Fatin, Nai Bot Liurai Malaka (von Malaka 1924–1930, von Belu 1930–1932) (Cousin des Vaters)
14. Anton Tey Seran
15. Luis Sanaka Tey Seran (von Zentralmalaka 1955–2003; Sohn von Tei Seran Ulu Baete)
16. Petrus Muti Pareira